# Waterkrachtcentrale Porsi
De Porsi Waterkrachtcentrale (Zweeds: Porsi Kraftstation) is een Zweedse waterkrachtcentrale. Deze centrale, gebouwd tussen 1958 tot 1961, is gelegen in de Lule, vlak nadat Kleine Lule en Grote Lule samengestroomd zijn. Tussen 1984 tot 1989 werd zij uitgebreid. Na de modernisering in 1999 was het een van de modernste waterkrachtcentrales van het land. Ze levert 280 MW doordat het water ongeveer 30 meter naar beneden stort.
De waterkracht centrale draagt de naam van het dorp Porsi, maar ligt twee kilometer zuidelijker nabij Vuollerim.